# 上大井駅
上大井駅（かみおおいえき）は、神奈川県足柄上郡大井町上大井にある、東海旅客鉄道（JR東海）御殿場線の駅である。駅番号はCB02。

## 概要
大井町の南部・上大井地区に位置する駅。戦後の1948年6月に開設し、その後日本国有鉄道（国鉄）によって運営されていたが、1987年4月1日の国鉄分割民営化によりJR東海に引き継がれた。移管後もしばらく有人駅であったが、1997年3月に無人駅化された。現在は管理駅の松田駅が当駅を管理している。

## 歴史
- 1948年（昭和23年）6月1日：国鉄御殿場線の駅として下曽我 - 松田間に開業、旅客営業開始[1][4]。付近住民の請願があったため開設された。
- 1968年（昭和43年）
  - 4月17日：電化に先立ち行き違い設備を増設。
  - 4月27日：御殿場線国府津 - 御殿場間電化に伴い、駅構内を電化。
- 1971年（昭和46年）2月1日：荷物の取り扱いを廃止[4]。
- 1987年（昭和62年）4月1日：国鉄分割民営化に伴い、東海旅客鉄道（JR東海）の駅となる[4]。
- 1990年（平成2年）：夜間駅員無配置となる。
- 1997年（平成9年）3月22日：無人化。
- 2019年（平成31年）3月2日：ICカード「TOICA」の利用が可能となる[5]。

## 駅構造
相対式ホーム2面2線を持つ地上駅。北側のホームが1番線、南側のホームが2番線である。基本的に上下列車とも1番線を発着するが、一部の下り列車は上り列車待避のため2番線を発着する。かつては、1番線が上り列車専用、2番線が下り列車専用となっていた。
1番線に隣接して、開業時から使用される木造駅舎を有する。
開業当初は駅舎に接する単式ホーム1面1線（現・1番線）のみを有していたが、電化直前の1968年にホームを増設したので、列車の行き違いが可能な構造となった。ホーム増設当初はホーム中程に構内踏切が設けられ、駅員がこれを操作したが、1997年の無人化とともに遮断機付きの構内踏切がホーム西端（松田寄り）に新設された。また、1972年1月までは構内で鉄道弘済会直営の売店も営業していた。

### のりば
| 番線 | 路線        | 方向 | 行先             | 備考             |
| ---- | ----------- | ---- | ---------------- | ---------------- |
| 1    | CB 御殿場線 | 上り | 国府津方面       |                  |
| 1    | CB 御殿場線 | 下り | 御殿場・沼津方面 | 通常はこのホーム |
| 2    | CB 御殿場線 | 下り | 御殿場・沼津方面 | 交換列車のみ     |

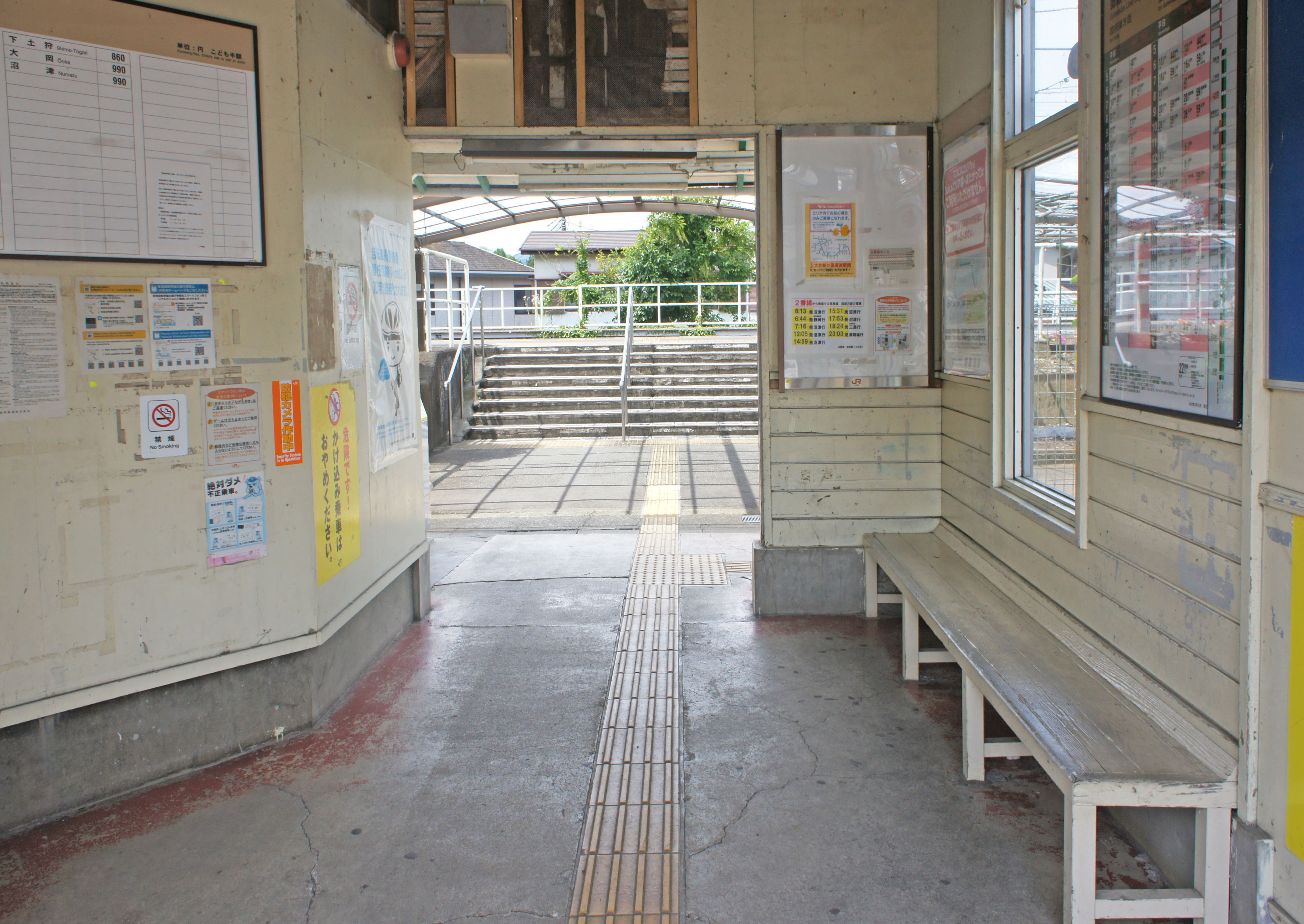
待合室（2022年6月）
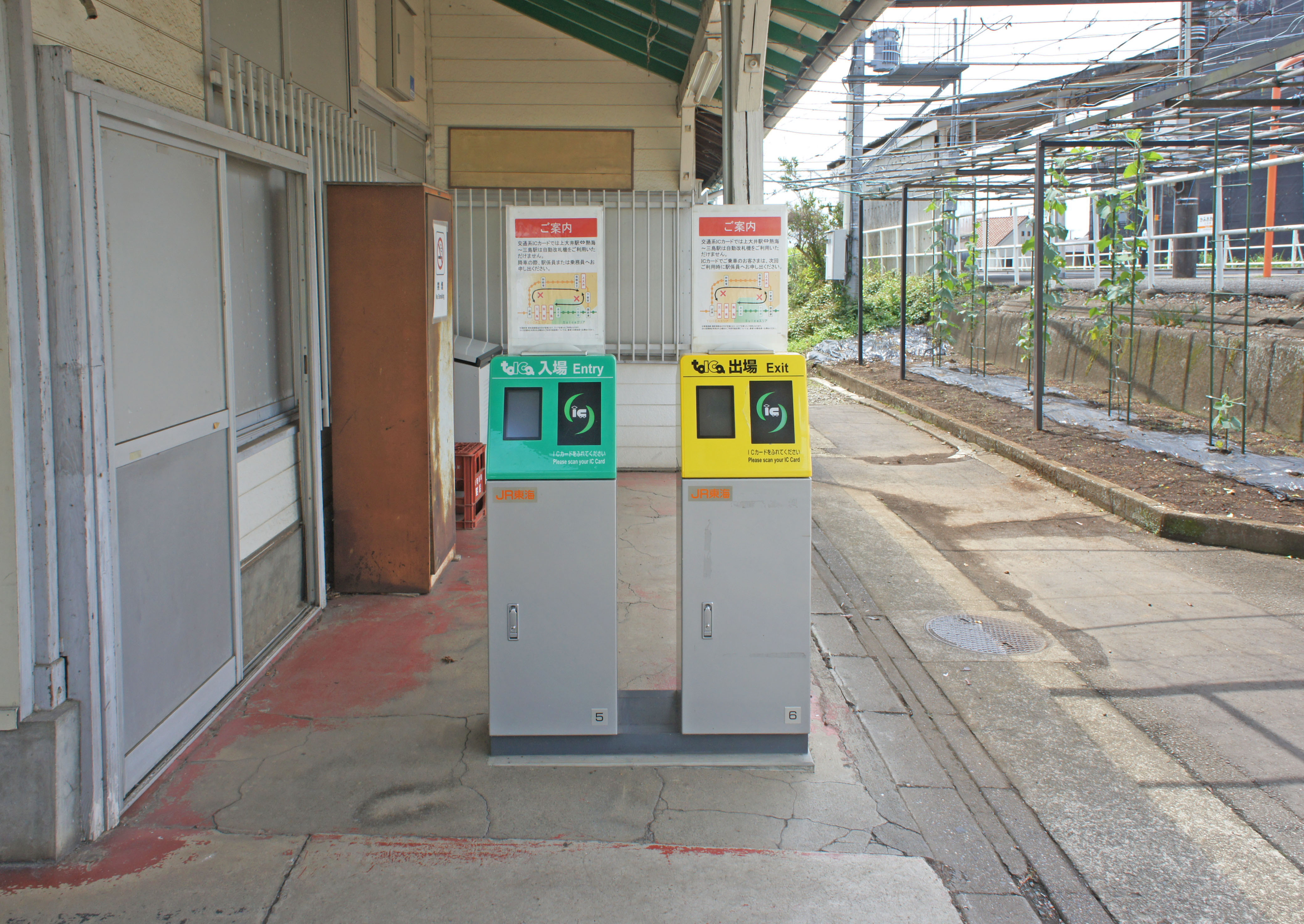
改札口（2022年6月）
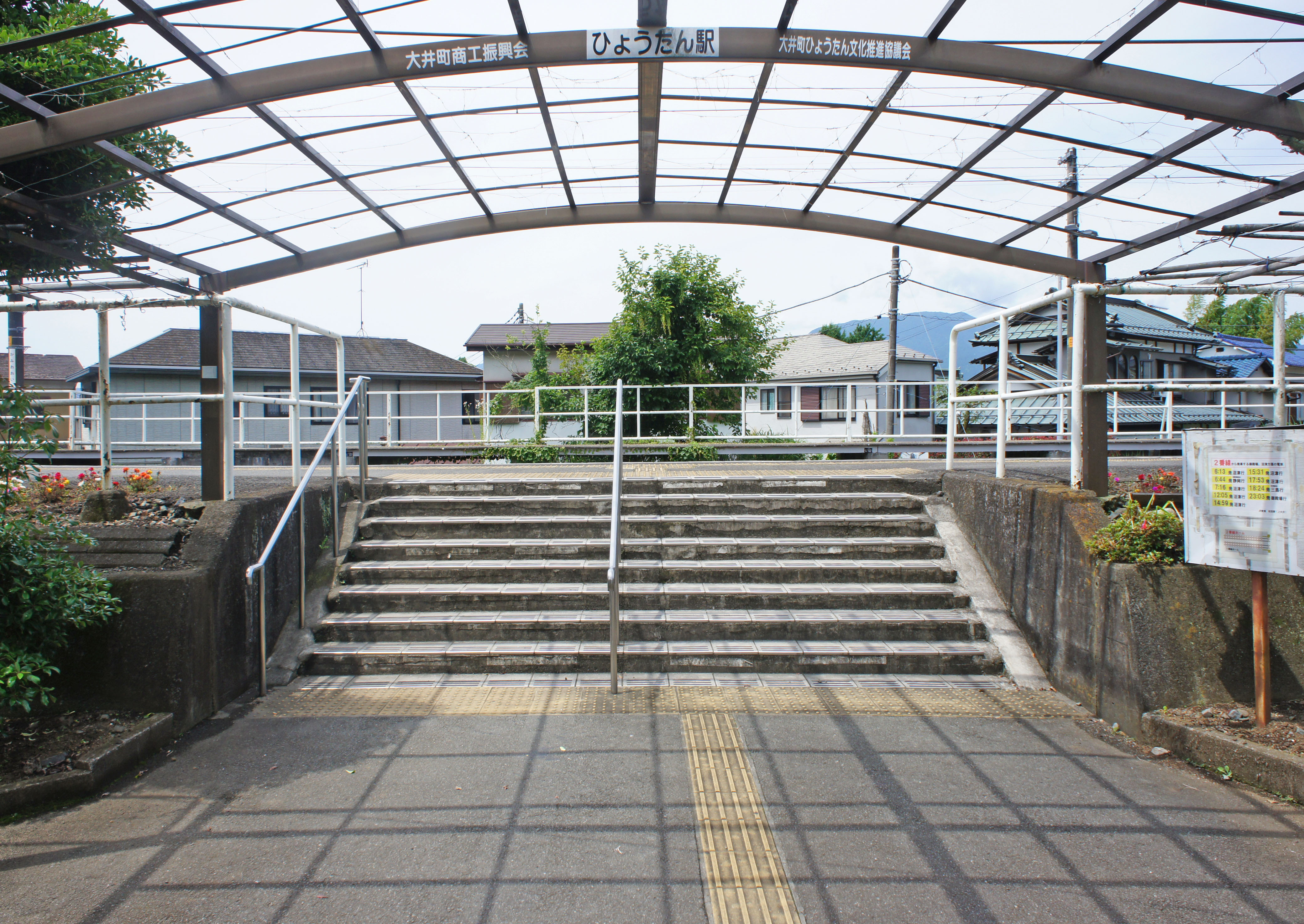
コンコース（2022年6月）
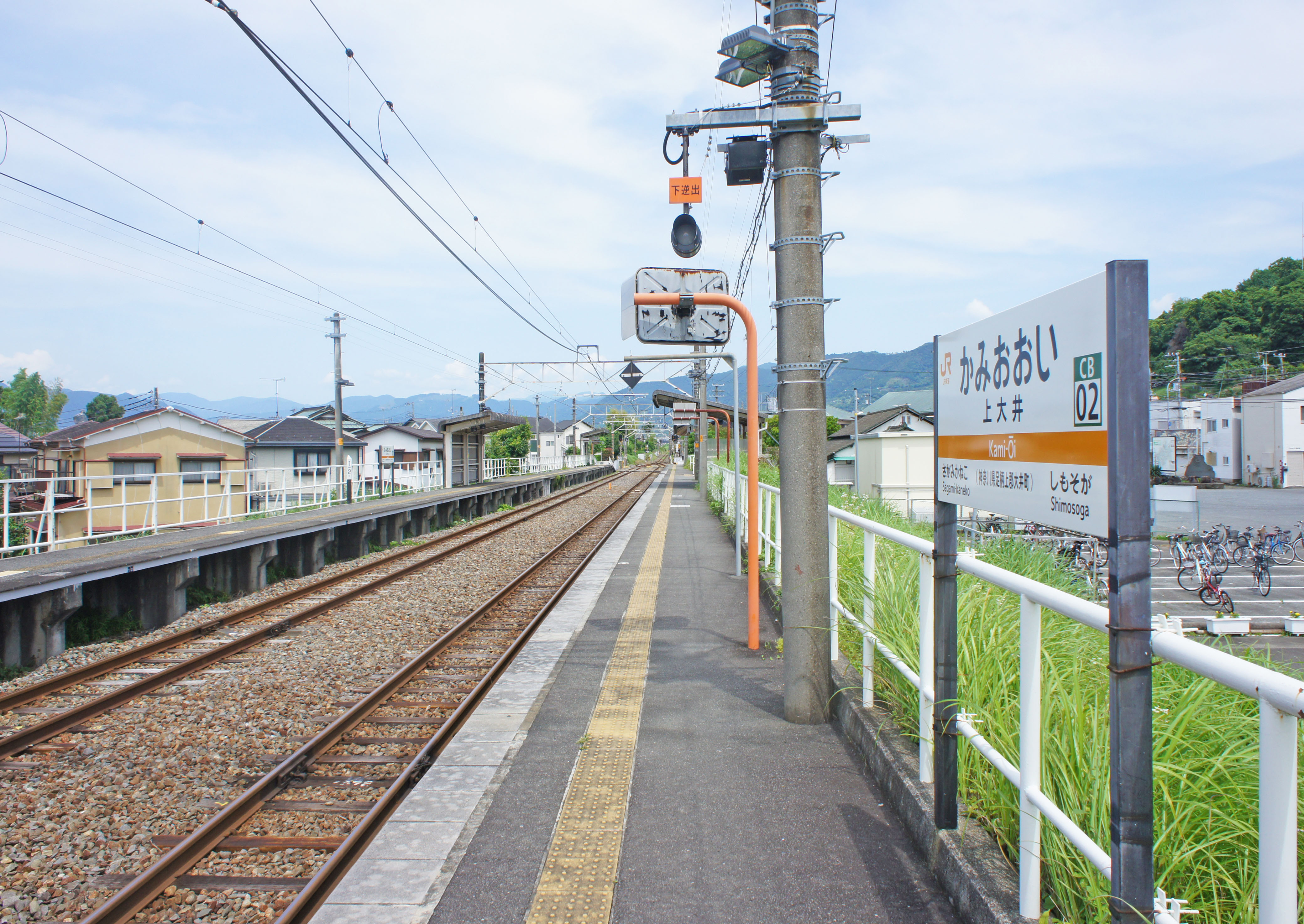
ホーム（2022年6月）
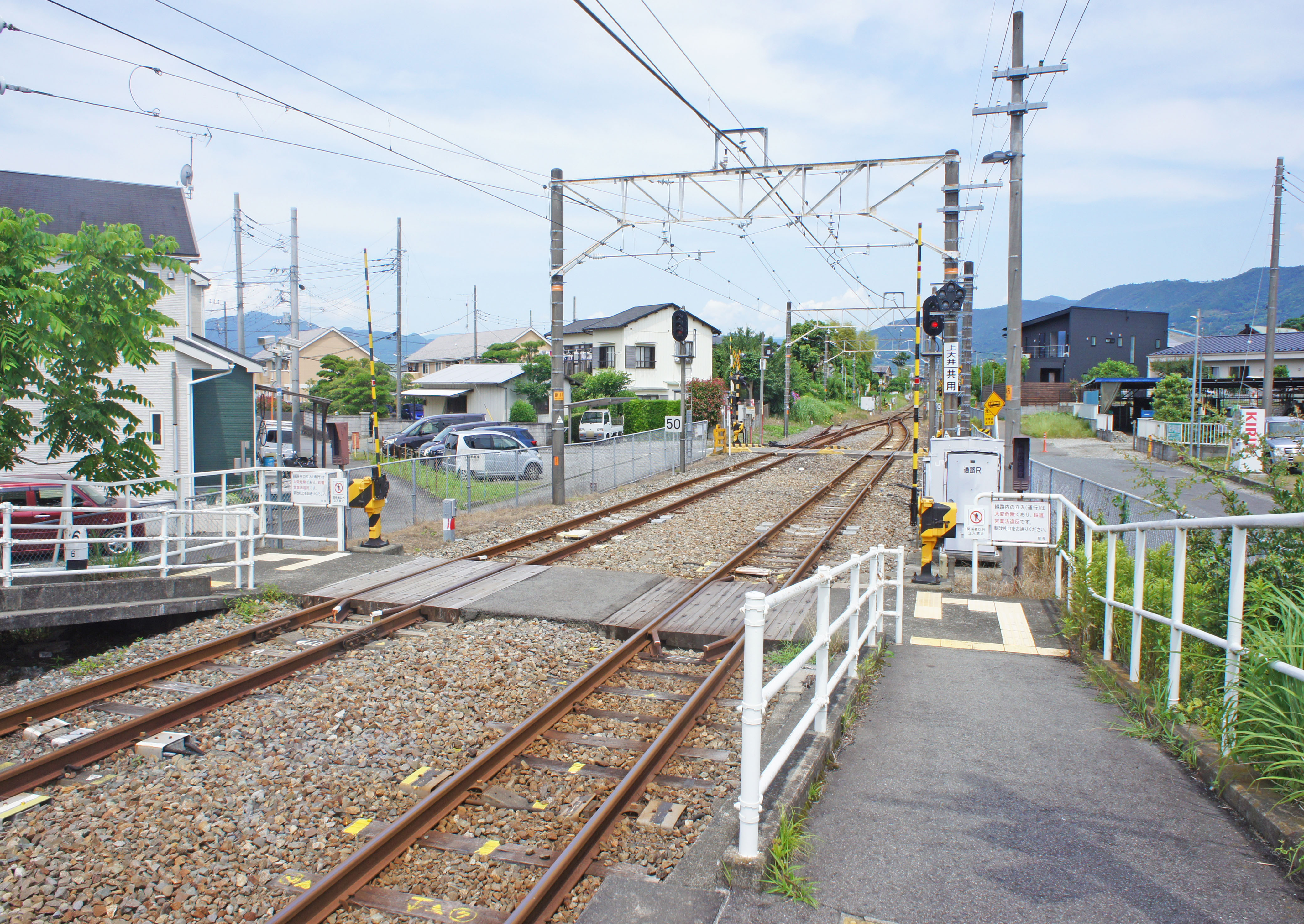
構内踏切（2022年6月）

### 駅のひょうたん
昭和40年代に強い西日を避けるため、駅員が駅改札口に植えたひょうたんが1981年に「交通公社の時刻表」（現・JTB時刻表）8月号の表紙を飾り、以来「ひょうたん駅」として知られるようになった。この盛況を受けて、大井町商工振興会ではひょうたんをシンボルとしてまちおこしができないかとの検討が重ねられた。その結果、1994年（平成6年）にひょうたんの育成栽培および加工や、ひょうたん文化の創造を目的として「大井町ひょうたん文化推進協議会」が発足した。さらに、町も大井町ひょうたん文化推進協議会と協力して、駅前や湘光中学校西側などにひょうたん棚を設置したり、栽培したりしてひょうたんの普及に努めている。
さらに町内では、ひょうたんにちなんだ祭り「大井よさこいひょうたん祭り」や、クリスマスの駅前ひょうたんのライトアップ、一年に一回2人ずつの「ひょうたん娘」選出など、ひょうたんに関する様々なイベントが行われている。

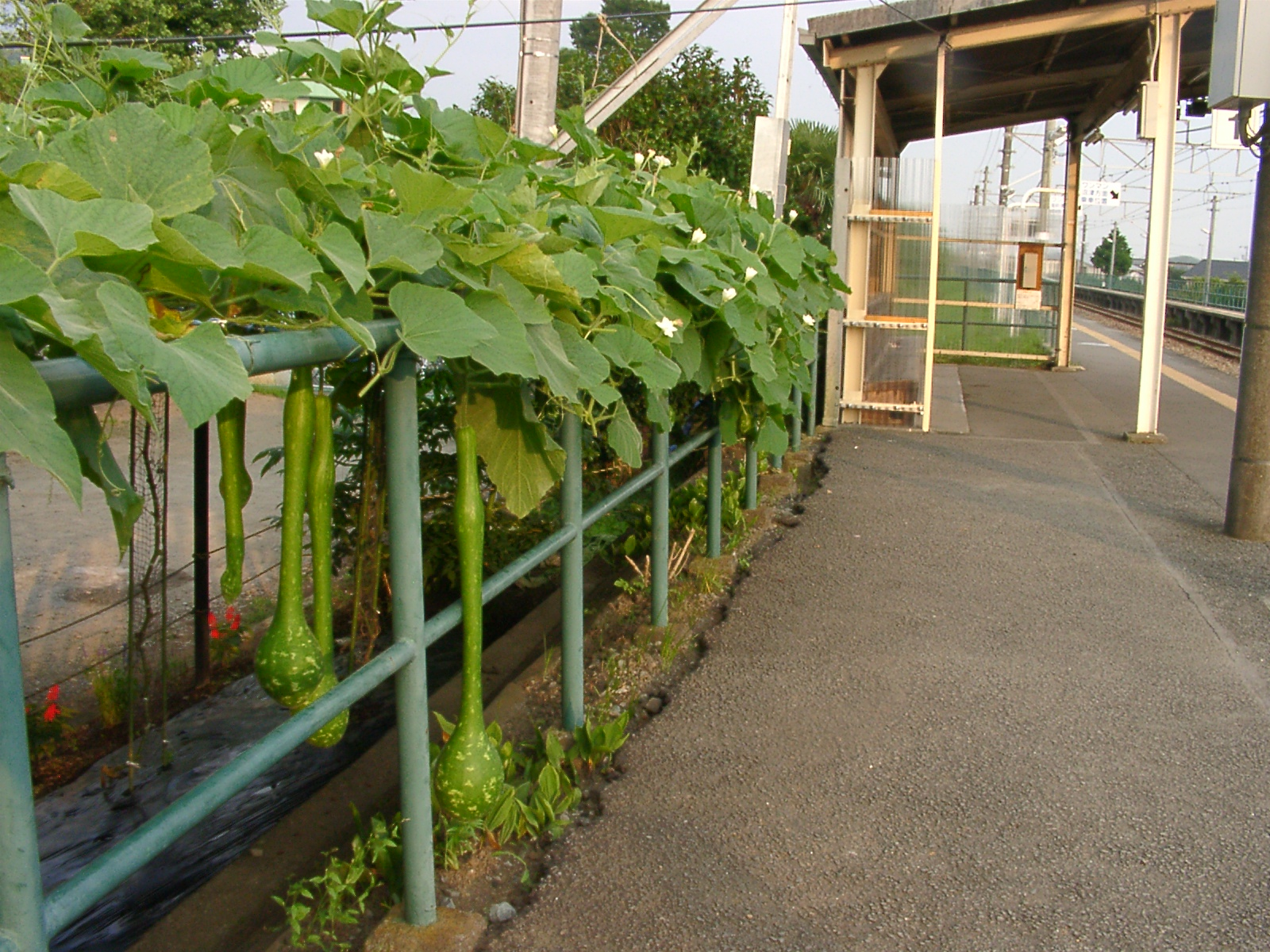
駅舎周囲には町民により毎年ひょうたんが植えられ、1番線ホームには多数のひょうたんが見られる。（2008年7月）
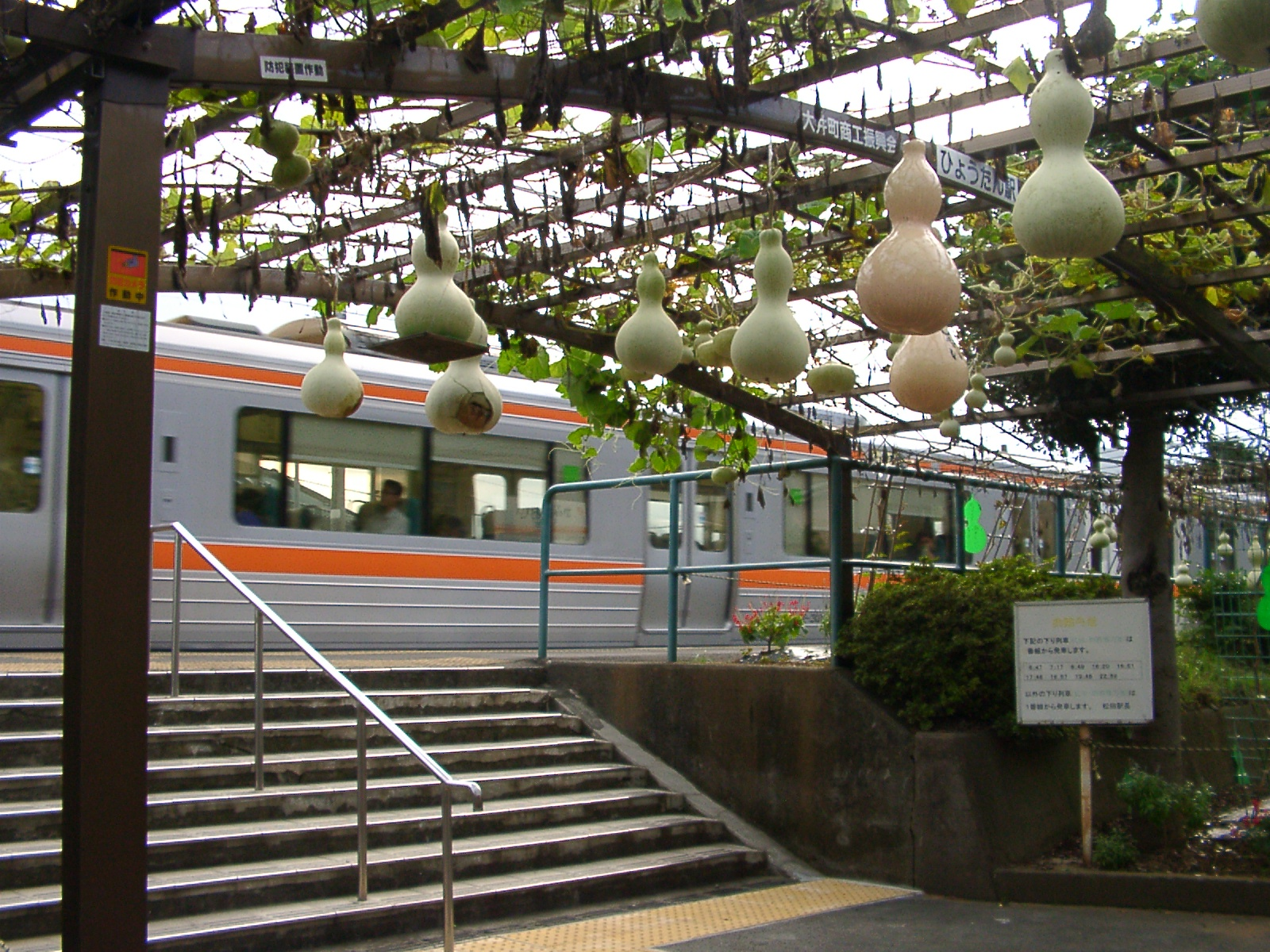
改札口にも多数のひょうたんがぶら下がる。（2008年8月）

## 利用状況
「大井町統計要覧」によると、2021年度（令和3年度）の1日平均乗車人員は420人である。
1998年度（平成10年度）- 2000年度（平成12年度）および2003年度（平成15年度）以降の推移は以下のとおりである。
| 乗車人員推移       | 乗車人員推移     | 乗車人員推移 |
| 年度               | 1日平均 乗車人員 | 出典         |
| ------------------ | ---------------- | ------------ |
| 1998年（平成10年） | 556              | [ 神奈川 1 ] |
| 1999年（平成11年） | 546              | [ 神奈川 2 ] |
| 2000年（平成12年） | 519              | [ 神奈川 2 ] |
| 2003年（平成15年） | 465              | [ 大井 2 ]   |
| 2004年（平成16年） | 474              | [ 大井 2 ]   |
| 2005年（平成17年） | 462              | [ 大井 2 ]   |
| 2006年（平成18年） | 479              | [ 大井 2 ]   |
| 2007年（平成19年） | 465              | [ 大井 3 ]   |
| 2008年（平成20年） | 471              | [ 大井 3 ]   |
| 2009年（平成21年） | 475              | [ 大井 3 ]   |
| 2010年（平成22年） | 500              | [ 大井 3 ]   |
| 2011年（平成23年） | 447              | [ 大井 3 ]   |
| 2012年（平成24年） | 468              | [ 大井 4 ]   |
| 2013年（平成25年） | 490              | [ 大井 4 ]   |
| 2014年（平成26年） | 471              | [ 大井 4 ]   |
| 2015年（平成27年） | 477              | [ 大井 4 ]   |
| 2016年（平成28年） | 471              | [ 大井 4 ]   |
| 2017年（平成29年） | 472              | [ 大井 1 ]   |
| 2018年（平成30年） | 490              | [ 大井 1 ]   |
| 2019年（令和元年） | 524              | [ 大井 1 ]   |
| 2020年（令和02年） | 410              | [ 大井 1 ]   |
| 2021年（令和03年） | 420              | [ 大井 1 ]   |

## 駅周辺

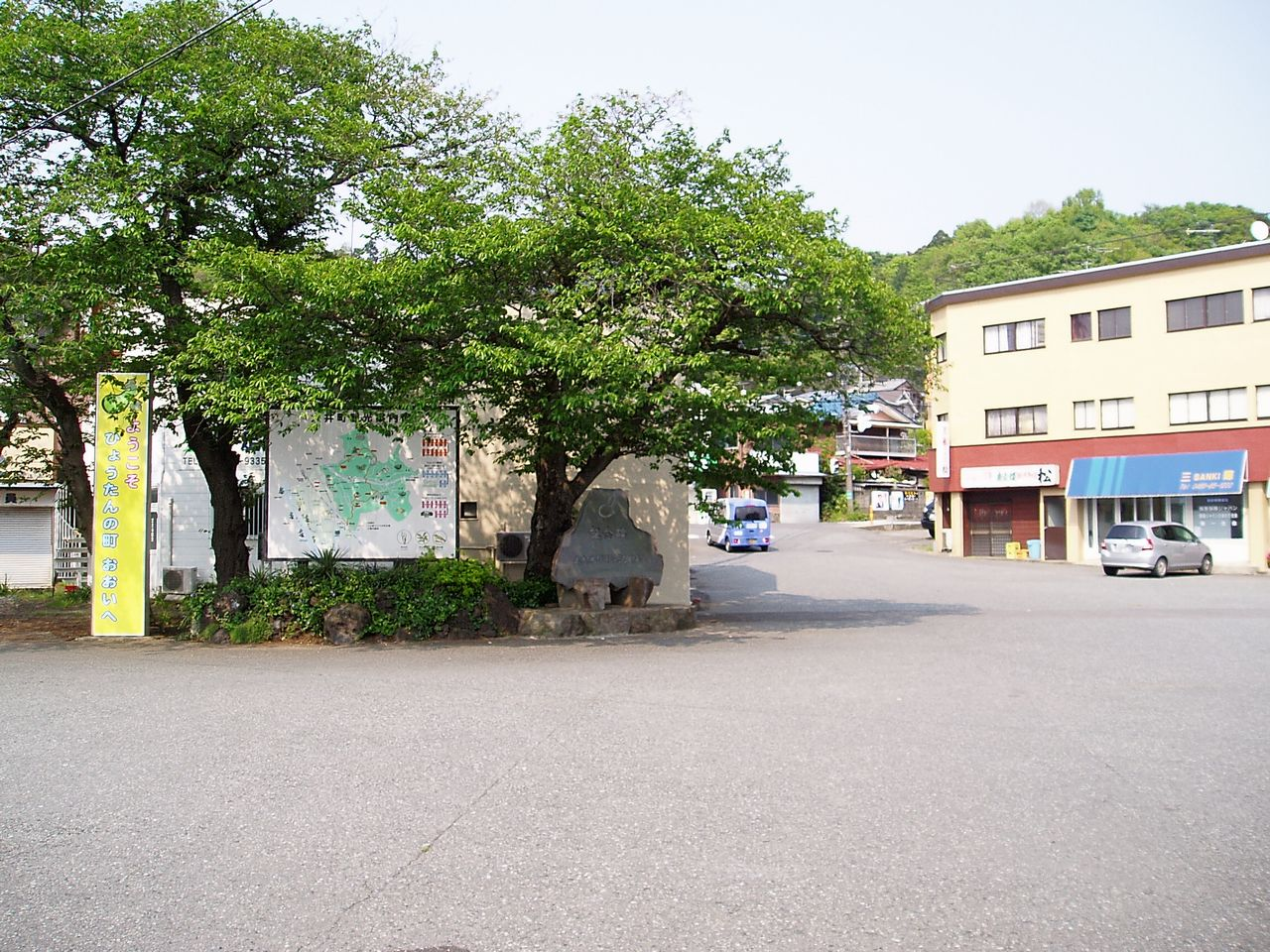
出口から見た駅前（2008年4月）

- 大井町役場
- 小田原市役所曽我支所
- 第一生命保険新大井事業所
- あしがらモール
- エバラ食品工業中央研究所
- 国道255号
- 神奈川県立大井高等学校

## バス路線
駅前ロータリーにある「上大井駅」停留所と、県道72号上にある「上大井駅入口」停留所にて、大井町巡回バス「おおいゆめバス」
および富士急モビリティ（旧富士急湘南バス）の路線バスが発着する。
| 運行事業者       | 系統・行先             | 備考                                               |          |
| 上大井駅         | 上大井駅               | 上大井駅                                           | 上大井駅 |
| ---------------- | ---------------------- | -------------------------------------------------- | -------- |
| おおいゆめバス   | 相和・金子循環         | 月・火・水・金・土（土は午前のみ）                 |          |
| おおいゆめバス   | 登下校ルート           | 平日（月・火・水・木・金）学校が長期休暇期間は運休 |          |
| 富士急モビリティ | 上21：新松田駅行       | 平日朝1本のみ                                      |          |
| 上大井駅入口     |                        |                                                    |          |
| 富士急モビリティ | 松04・小14：新松田駅行 |                                                    |          |
| 富士急モビリティ | 松04：ダイナシティ行   |                                                    |          |
| 富士急モビリティ | 小14：小田原駅行       |                                                    |          |

## 隣の駅
東海旅客鉄道（JR東海）
CB 御殿場線
下曽我駅 (CB01) - 上大井駅 (CB02) - 相模金子駅 (CB03)

### 記事本文